# فرزان عاشور زاده
فرزان عاشور زاده فلاح (بالفارسية: فرزان عاشورزاده فلاح، مواليد 25 نوفمبر 1996 في تنكابن، إيران) هو لاعب تايكوندو إيراني. فاز بالميدالية الذهبية بفئة وزن الذبابة (-58 كغ) بدورة الألعاب الآسيوية 2014 التي أُقيمت بإنتشون في كوريا الجنوبية.

## روابط خارجية
- فرزان عاشور زاده على موقع TaekwondoData.com (الإنجليزية)
- فرزان عاشور زاده على موقع أوليمبيديا (الإنجليزية)